# Tổ chức Dịch vụ Thế giới
Tổ chức Dịch vụ Thế giới, viết tắt là WSA (tiếng Anh: World Service Authority) là một tổ chức phi lợi nhuận quốc tế, được thành lập năm 1954, đặt mục tiêu thúc đẩy và giáo dục về các vấn đề "quốc tịch thế giới", "luật pháp thế giới" và "Chính phủ Thế giới" (World Government) . 

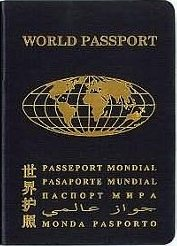
Bìa "Hộ chiếu Thế giới"

Hoạt động tốt nhất của tổ chức này là bán "Hộ chiếu Thế giới" (World Passport).

## Tổ chức
WSA có văn phòng tại Washington, DC. Văn phòng tại Thượng Hải - Trung Quốc đóng cửa vào ngày 01/01/2010. Đến năm 2017 luật sư David M. Gallup là chủ tịch của WSA .

## Lịch sử
WSA được thành lập bởi Garry Davis (27/07/1921 – 24/07/2013), cựu diễn viên Broadway và phi công ném bom Thế chiến 2, người chính thức từ bỏ quốc tịch Hoa Kỳ năm 1948 để sống như một "công dân của thế giới". Nó được thành lập để trở thành cơ quan hành chính của "Chính phủ Thế giới của các công dân thế giới" mà ông tuyên bố vào ngày 04/09/1953 . Ngoài việc cấp Hộ chiếu Thế giới , WSA đăng ký những người nộp đơn là "công dân thế giới" và đưa ra những giấy tờ tùy thân về "công dân thế giới" như giấy khai sinh, thẻ chứng minh nhân dân, giấy chứng nhận kết hôn .

## Sự chấp nhận
Theo Garry Davis thì trong số những người đã sử dụng "Giấy chứng nhận Hôn nhân Thế giới" là những cặp vợ chồng ở Israel không thể có cuộc hôn nhân tôn giáo . WSA cũng đã có cáo buộc bán tem Bưu điện của Chính phủ Thế giới , điều đã giúp chuyển hàng nghìn thư giữa Trung Quốc lục địa và Đài Loan vào đầu những năm 1980 .